# Бригада спеціальної служби (Велика Британія)
Бригада спеціальної служби (англ. Special Service Brigade) — військове з'єднання, бригада спеціального призначення Великої Британії, що існувала під час Другої світової війни. Бригада спеціальної служби була сформована 1940 році, після призову добровольців для спеціальної служби, які згодом стали британськими командос.
Формування перших підрозділів командос здійснювалося шляхом відбору добровольців Британської армії до бригади спеціальної служби, поступово добір став проводиться з кандидатів, що виявили бажання служити в лавах командос, з військових формувань різних видів та родів військ Королівських флоту, морської піхоти та авіації. Згодом до їхнього складу також набиралися добровольці з країн, котрі потрапили під німецьку окупацію.

## Історія
У 1940 році першими добровольцями до спеціальних підрозділів, що створювалися за пропозицією підполковника Дадлі Кларка, стали солдати британської армії. Як правило набір здійснювався шляхом відбору британських військовослужбовців з частин, які ще залишалися на території Британії, а також військовослужбовців розформованих дивізійних окремих рот, сформованих з дивізій Територіальної армії, які здобули бойовий досвід під час Норвезької кампанії. У листопаді 1940 року ці армійські підрозділи були організовані у Бригаду спеціальної служби під командуванням бригадира Дж. Гайдона з п'ятьма загонами спеціального призначення. До осені 1940 року понад 2 000 осіб зголосилися пройти підготовку командос, і бригада спеціального призначення тепер складалася з 12 окремих загонів, які тепер називалися британські командос. Кожен загін командос налічував близько 450 бійців під командуванням підполковника. Вони були розділені на роти по 75 чоловіків і далі поділялися на окремі відділення по 15 осіб. Всі командос були добровольцями, відрядженими з інших полків британської армії, але вони зберегли свої власні полкові значки і залишалися в списках та на утриманні своїх полків.
Бригада спеціальної служби складалася з п'яти батальйонів спеціального призначення, пронумерованих з першого по п'ятий. Ці батальйони спеціального призначення згодом були перейменовані на загони командос. Батальйон спеціальної служби № 1 став згодом загонами командос № 1 і № 2. Батальйон спеціальної служби № 2 став загоном командос № 9. Батальйон спеціальної служби № 3 став відповідно загоном командос № 4, батальйон спеціальної служби № 4 — загоном командос № 3, батальйон спеціальної служби № 5 — загонами № 5 та № 6 командос відповідно.

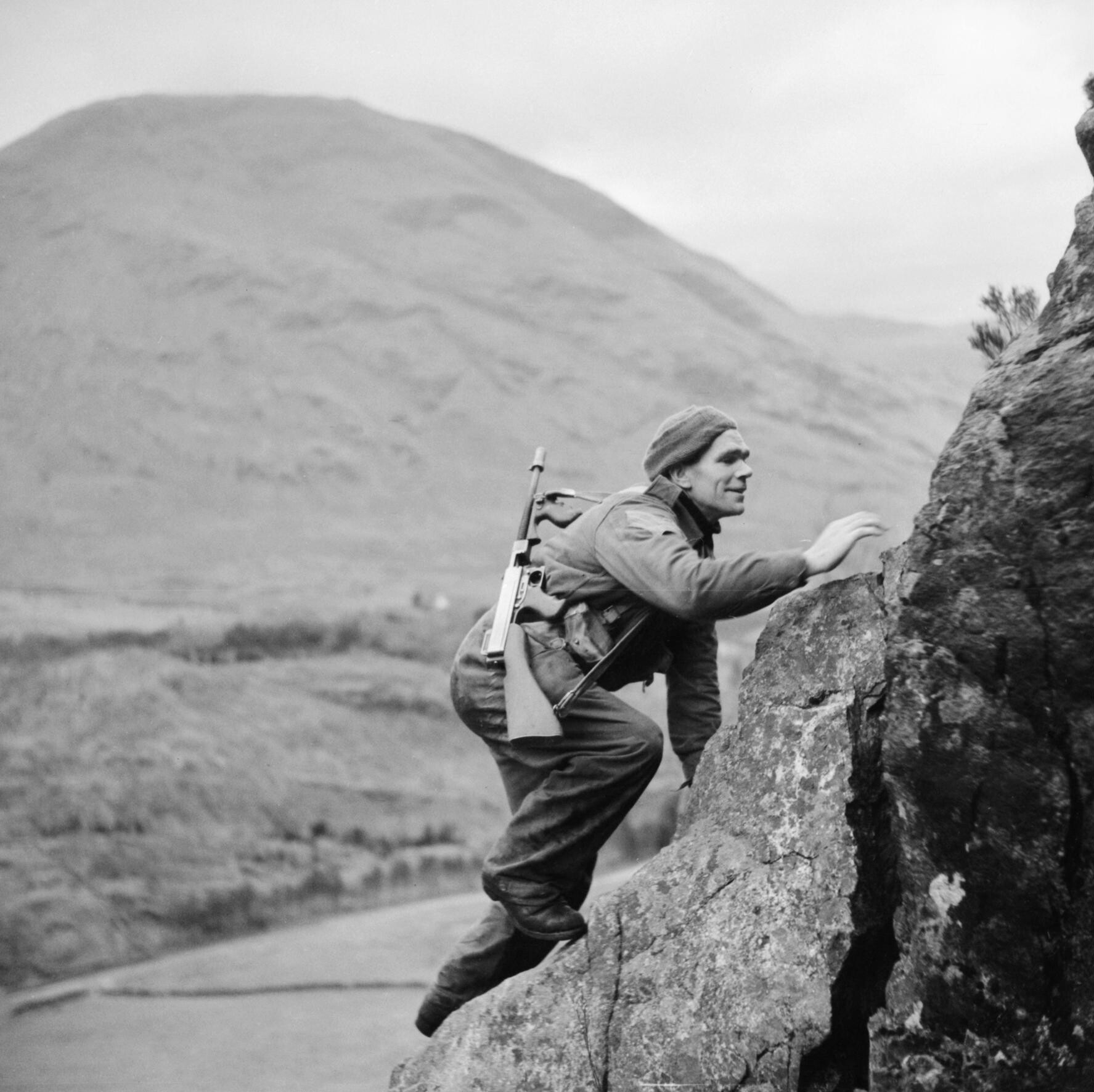
Заняття з гірської підготовки командос No. 1 у навчальному центрі в Шотландії поблизу Гленко. 19 листопада 1941

У 1943 році командос почали відходити від тактики проведення невеликих рейдових операцій. Вони були сформовані в бригади штурмової піхоти для дій у майбутніх десантних операціях союзників. З решти 20 загонів командос 17 були використані для формування чотирьох бригад спеціальної служби. Три інші підрозділи № 12, № 14 (Арктичний) і № 62 командос були залишені для проведення менш масштабних рейдів, але до кінця року всі ці три підрозділи були розформовані, для поповнення інших підрозділів командос.

### Перелік бригад спеціальної служби
- 1-ша бригада спеціальної служби: загони командос No. 3, No. 4, No. 6 та No. 45 (командос морської піхоти)
- 2-а бригада спеціальної служби: No. 2, No. 9, No. 40 та No. 43 (командос морської піхоти)
- 3-тя бригада спеціальної служби: No. 1, No. 5, No. 42 та No. 44 (командос морської піхоти)
- 4-та бригада спеціальної служби: No. 10 (іноземні добровольці), та морської піхоти No. 41, No. 46, No. 47 і No. 48

Попередній штаб бригади спеціальної служби був замінений на штаб групи спеціальної служби під командуванням генерал-майора Роберта Старджеса. Чотири бригади були призначені для служби на різних театрах воєнних дій. 1-ша і 4-та бригади базувалися у Великій Британії і призначалися для служби в Північно-Західній Європі. 2-га бригада базувалася в Середземномор'ї для ведення бойових дій в Італії та на Балканах. 3-тя бригада базувалася в Індії для виконання бойових завдань у Бірмі і Тихоокеанському регіоні